# Mario Equicola
Mario Equicola (Alvito, 1470 circa – Mantova, 26 luglio 1525) è stato un umanista e scrittore italiano.
(Ludovico Ariosto, Orlando furioso, Canto XLVI, 14)

## Biografia
Nato da Battista Caccialupi di Alvito, ma secondo un'ipotesi figlio illegittimo di Giampaolo Cantelmo, esponente della famiglia Cantelmo, conti di Alvito, assunse in seguito il cognome letterario mutuandolo da quello dell'antico popolo degli Equicoli. Trasferitosi assai giovane dalla nativa Alvito a Napoli, fu membro dell'Accademia Pontaniana.
Si recò poi a Firenze, dove studiò con Marsilio Ficino. In seguito si trasferì prima a Ferrara al seguito dei suoi mecenati, i Cantelmo, esuli da Alvito in seguito all'invasione degli Spagnoli del feudo.
Seguì i mecenati, convinti filo-angioini anche durante il regno degli Aragonesi a Napoli, in Francia, ai primi del Cinquecento: i Cantelmo intendevano chiedere il sostegno del Re di Francia per recuperare il feudo perduto. 
Nel 1496, durante il tentativo dei Cantelmo di riconquista del feudo al seguito dei francesi, l'Equicola tenne il comando del castello di Sora. Fattasi disperata la situazione per i baroni ribelli agli Aragonesi, i Cantelmo si arresero. L'Equicola riconsegnò il castello ai nemici solo in presenza di Giovan Paolo Cantelmo e non dei suoi figli Sigismondo e Ferrante.
Quando tutto fu perduto e gli Spagnoli trionfarono, essi ottennero il controllo del meridione d'Italia, trasformando il regno in un vicereame spagnolo.
Mario Equicola seguì i suoi mecenati a Ferrara, dove operò come segretario e uomo di fiducia sia di Sigismondo che di Margherita Cantelmo, sua moglie. Con la complicità di Margherita, riuscì ad entrare nelle grazie di Isabella d'Este, marchesa di Mantova ed amica della Cantelmo (lascerà ad Isabella la sua eredità, il convento di Santa Maria della Presentazione), della quale divenne precettore a Mantova nel 1507 e nel 1519 segretario.
Servì anche il fratello di Isabella, il cardinale Ippolito grazie al quale ebbe modo di frequentare la Roma dei Papi di inizio Cinquecento.
Ebbe un ruolo di cortigiano di fiducia instaurando con la Marchesana un rapporto di estrema lealtà, la quale si affidò a lui per ambasciate e missioni delicate. Nel 1513, era a Roma come cronista e portavoce dei Gonzaga in occasione del conclave che elesse Leone X al soglio di Pietro.
Nel 1517, l'Equicola accompagnò Isabella d'Este in un pellegrinaggio in Provenza, presso Nanse, all'eremo della Maddalena (Saint Maximin - la Sainte-Baume), che attirava all'epoca copiose folle di devoti. Lasciò presso il sepolcro della Maddalena dei versi su una placca come ex-voto su richiesta della Marchesa. I versi dell'Equicola furono riportati  in un diario da Antonio De Beatis, segretario del cardinale Luigi d'Aragona. Il gesto dell'umanista alvitano voleva imitare quanto fatto dal Petrarca che visitò il sito secoli prima dedicando una sua ode alla Maddalena.
Nel 1519, con la morte del segretario di Isabella, Benedetto Capilupi, fu promosso a segretario personale di Isabella d'Este e di Federico Gonzaga, suo primogenito.
La sua opera principale è il Libro de natura de amore, composto in latino e tradotto in volgare nel 1525. Il trattato si inserisce nel quadro del neoplatonismo rinascimentale, e mescola elementi derivati da Marsilio Ficino con echi stilnovistici.
Si dedicò alla redazione di una monumentale Storia di Mantova nell'ultima parte della sua vita.
Altra opera importante è rappresentata dalle Istituzioni del comporre in ogni sorta di rima della lingua volgare, pubblicata postuma nel 1541, che contiene un trattato sulla metrica italiana fino al XV secolo.
Invece l'attribuzione all'Equicola del trattato Il novo Cortigiano, che fu scoperto da Domenico Santoro nella biblioteca comunale di Siena, va respinta.
Morì a Mantova di "febbre quartana" (come indicano le fonti), probabilmente un caso di malaria, il 26 luglio 1525.

## Scritti

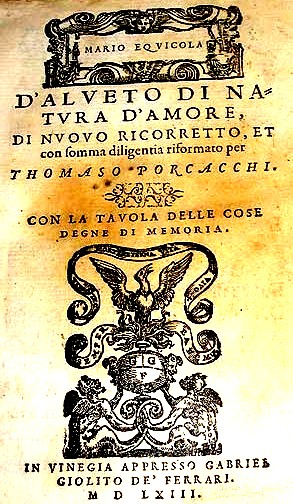
Frontespizio ed. 1563 del De natura d'amore

- Marii Aequicoli Oliuetani oratio Dicta papiae, 1498.
- Marii equicoli oliuetani de religione libellus., 1499.
- Marii Equicoli Olivetani de mulieribus ad D. Margaritam Cantelmam., circa 1501.
- Marius Aequicolus De Opportunitate, in Napoli, 1507.
- Nec spe nec metu. Dialogus ad Iulianum Medicem, in Mantova, per Francesco Bruschi, 1513.
- Ad inuictissimum principem d. Maximilianum Sforciam ducem Mediolani, in Roma, presso Marcello Silber, 1513.
- In conseruatione diuae Osanne Andreasiae Mantuanae oratio ad d. Isabella estensem Mantuae principem, in Mantova, per Francesco Bruschi, 1515.
- Dominae Isabellae Estensis Mantuae principis. Iter in Narbonensem Galliam, in Mantova, per Francesco Bruschi, 1519.
- De bello Turcis inferendo, [pars I-III], s.e., s.l., 1519.
- Chronica di Mantua, in Mantova, s.e., 1521.
- Libro de natura de amore di M.E. secretario del illustrissimo S. Federico 2. Gonzaga marchese di Mantua, in Venetia, per Lorenzo Lorio da Portes, 1525 (ed. 1536)
- Institutioni di M.E. al comporre in ogni sorte'di Rima della lingua volgare, con vno eruditissimo Discorso della Pittura, & con molte segrete allegorie circa le Muse & la Poesia, in Milano, appresso Francesco Minizio Calvo, 1541.
- Dell'Istoria di Mantoua libri cinque. Scritta in commentari da M.E. D'Alueto. Nella quale cominciandosi dall'edificatione di essa città, brevemente si raccontano le cose più notabili succedute di tempo in tempo così in pace, come in guerra, riformata secondo l'uso moderno di scrivere istorie, per Benedetto Osanna mantovano, F. Osanna stampatore ducale, in Mantova 1607.

Altri scritti sono contenuti nel seguente volume:
- Giovanni Battista Spagnoli, Ad mortalium oblectationem. auctoris effigiem. huic. diuino operi: Stephanus Basignanas Gorgonius: carmelita: theologus: ponendam curauit... ultima pars operis, Impressum in florentissima Lugdunensi ciuitate, in officina Bernardi Lescuyer, 1516.

## Curatele
- Dario Tiberti, Epithome Plutarichi, Impressus Ferrarie, per magistrum Laurentium de Valentia, 1501.
- Ambrogio Flandino, Quadragesimalium concionum liber (qui Gentilis inscribitur) sub incude reuerendi patris, ac domini Ambrosij eremitae, Venetijs 1523.